# Paul von Bilguer
Paul Rudolph von Bilguer (Ludwigslust, 21 settembre 1815 – Berlino, 16 settembre 1840) è stato uno scacchista tedesco.
È noto principalmente come coautore, insieme a Tassilo von der Lasa, dell'Handbuch des Schachspiels.

## Biografia
Entrato molto giovane nell'esercito, nel 1834 ottenne il grado di luogotenente e dopo qualche anno fu inviato a Berlino, dove si interessò subito agli scacchi. Nell'aprile del 1839 diede le dimissioni dall'esercito per dedicarsi completamente agli studi sugli scacchi. Nello stesso anno pubblicò uno studio teorico sulla difesa dei due cavalli. Iniziò quindi la stesura dell'Handbuch, consultando anche la vasta biblioteca raccolta da Bledow, ma morì a soli 24 anni per tubercolosi prima di poterla terminare. L'opera fu ultimata da von der Lasa e pubblicata nel 1843 a Berlino col titolo Handbuch des Schachspiels. Entworfen und angefangen von P.R. von Bilguer, Fortgesetzt und herausgegeben von seinen Freunde T. v. Heydebrand von der Lasa.